# Magyar László (jogász)
Dömsödi Magyar László (Dunavecse, 1858. február 6. – Budapest, 1933. szeptember 28.) jogi doktor, a magyar lovaregylet vezértitkára.

## Élete
Magyar László (?–1889), az első hazai takarékpénztár vezértitkárának és Bolyó Zsuzsannának (1835–1892) fia. 1858. február 11-én keresztelték Dunavecsén. A gimnáziumot Nagykőrösön, majd Budapesten végezte; ugyanitt a jogi tanfolyam bevégeztével jogi doktori oklevelet nyert. (Az egyéves önkéntességnek az érettségi vizsga letétele után tett eleget és kineveztetett tartalékos hadnagynak). A müncheni és grazi egyetemen töltött tanulmányi évek után, 1881-ben a magyar országos bank jogi osztályában vállalt hivatalt. 1883-ban ügyvédi oklevelet szerzett és a nagykikinda-nagybecskereki vasút titkárává neveztetett ki. A magyar országos bank felszámolása után 1889-ben a Magyar Lovaregylet versenytitkára, 1895-ben annak vezértitkára lett. Az úrlovasok szövetkezetének 1890-ben történt megalakulásakor, ennek titkárságát is elvállalta és vezette az 1897-ig. Elhunyt 1933. szeptember 28-án, örök nyugalomra helyezték 1933. szeptember 30-án a Fiumei úti sírkertben.
A versenyüzemre vonatkozó cikkeket írt a szaklapokba és főrésze volt az angol lóverseny-szabályoknak magyarra fordításában.

## Munkái
- Az urlovasok szövetkezetének Évkönyve. Szerk. ... Budapest, 1890-97.
- A magyar lovaregylet hivatalos Évkönyve. Uo. 1896 óta szerkeszti és kiadja.

Szerkesztette továbbá a Ménes-könyv «Ausztria és Magyarország részére» c. részét.